# Encyclia patens
Encyclia patens é uma vigorosa espécie de orquídea epífita com pseudobulbos ovóide-alongados, de dez centímetros de altura, com folhas estreitas e lanceoladas de até oitenta centímetros de comprimento.
Suas inflorescências são ramificadas até um metro de altura, portando dezenas de flores. Flor de um centímetro de diâmetro com pétalas e sépalas oblongo-espatuladas de cor esverdeada. Labelo trilobado amarelado levemente salpicado de marrom avermelhado. Seus lóbulos laterais são alongados, obtusos e menores que o lóbulo central. As flores tem delicado perfume durante o dia.
Floresce na primavera.